# Авад Аль-Аназі
Авад Аль-Аназі (араб. عواد العنزي, нар. 24 вересня 1968) — саудівський футболіст, що грав на позиції захисника за клуб «Аль-Шабаб», а також національну збірну Саудівської Аравії, у складі якої був учасником чемпіонату світу 1994 року.

## Клубна кар'єра
На клубному рівні грав за столичний «Аль-Шабаб».

## Виступи за збірну
1992 року дебютував в офіційних матчах у складі національної збірної Саудівської Аравії. Того ж року був включений до заявок збірної на Кубок конфедерацій, в рамках якого на поле не виходив, а також на Кубок Азії в Японії, де взяв участь в одній грі і разом з командою здобув «срібло».
За два роки був учасником чемпіонату світу 1994 року у США, на якому саудівці неочікувано для багатьох подолали груповий етап і пройшли до плей-оф, а сам гравець виходив на поле також лише в одній грі.
Загалом протягом кар'єри у національній команді, провів у формі головної команди країни 3 матчі.

## Титули і досягнення
- Срібний призер Кубка Азії: 1992